# Liste der Baudenkmale in Ruhner Berge
In der Liste der Baudenkmale in Ruhner Berge sind alle Baudenkmale der Gemeinde Ruhner Berge (Landkreis Ludwigslust-Parchim) aufgelistet (Stand: Januar 2021).

## Legende
In den Spalten befinden sich folgende Informationen:
- ID-Nr: Die Nummer wird von den Denkmalämtern der Landkreise vergeben. Wenn sie nicht bekannt ist, bleibt die Spalte leer. In dieser Spalte kann sich zusätzlich das Wort Wikidata befinden, der entsprechende Link führt zu Angaben zu diesem Denkmal bei Wikidata.
- Lage: die Adresse des Denkmales und die geographischen Koordinaten.
Link zu einem Kartenansichtstool, um Koordinaten zu setzen. In der Kartenansicht sind Denkmale ohne Koordinaten mit einem roten bzw. orangen Marker dargestellt und können in der Karte gesetzt werden. Denkmale ohne Bild sind mit einem blauen bzw. roten Marker gekennzeichnet, Denkmale mit Bild mit einem grünen bzw. orangen Marker.
- Bezeichnung: Bezeichnung, so wie sie in den offiziellen Listen der Denkmalämter steht. Ein Link hinter der Bezeichnung führt zum Wikipedia-Artikel über das Denkmal. Wenn die Bezeichnung der Denkmalämter inhaltlich fehlerhaft ist, ist in der Spalte „Beschreibung“ darauf hinzuweisen.
- Beschreibung: Beschreibung des Denkmales
- Bild: ein Bild des Denkmales und gegebenenfalls einen Link zu weiteren Fotos des Denkmals im Medienarchiv Wikimedia Commons

## Drenkow
| ID | Lage | Bezeichnung | Beschreibung | Bild |
| -- | ---- | ----------- | ------------ | ---- |
|    |      | Wegweiser   |              |      |

## Marnitz
| ID | Lage                                                | Bezeichnung                                           | Beschreibung | Bild                      |
| -- | --------------------------------------------------- | ----------------------------------------------------- | ------------ | ------------------------- |
|    | Bahnhofstraße 3 (Karte)                             | Wohnhaus                                              |              | Wohnhaus                  |
|    | Ernst-Thälmann-Str. 2 (Karte)                       | ehem. Schule                                          |              |                           |
|    | Karl-Marx-Straße 1 (Karte)                          | Wohnhaus                                              |              | Wohnhaus                  |
|    | (Karte)                                             | Kirche mit Mauer, Grabstein „S.D. 1832“               |              | Weitere Bilder            |
|    | B 321 Richtung Suckow                               | Meilenstein                                           |              | Meilenstein               |
|    | Ringstraße 6 (Karte)                                | Pfarrhaus                                             |              |                           |
|    | Ringstraße 8 (Karte)                                | ehemaliges Schulgebäude, Scheune                      |              |                           |
|    | Ringstraße 14 (Karte)                               | ehemalige Wassermühle                                 |              |                           |
|    | Ringstraße 15 (Karte)                               | Gutsanlage im mittelalterlichen Ringwall mit Gutshaus |              |                           |
|    | Ringstraße 16 (Karte)                               | Stallscheune                                          |              |                           |
|    | Schmiedestraße 1 (Karte)                            | Wohnhaus mit Stallscheune                             |              | Wohnhaus mit Stallscheune |
|    | Straße des Friedens 24 (Karte)                      | Wohnhaus                                              |              |                           |
|    | Straße des Friedens 27 (Karte)                      | Gasthaus                                              |              |                           |
|    | Straße des Friedens 28 (Karte)                      | Forsthaus mit Stall                                   |              |                           |
|    | Straße des Friedens 31 (Karte)                      | Bauernhaus                                            |              |                           |
|    | B 321 Straße des Friedens / Grabower Straße (Karte) | Todesmarschgedenkstein                                |              | Todesmarschgedenkstein    |
|    | Straße des Friedens/Grabower Straße (Karte)         | Kriegerdenkmal 1914/18                                |              | Kriegerdenkmal 1914/18    |

## Marnitz-Ausbau
| ID | Lage                                                      | Bezeichnung | Beschreibung | Bild |
| -- | --------------------------------------------------------- | ----------- | ------------ | ---- |
|    | Straße des Friedens 3 (a.d. Chaussee vor Marnitz) (Karte) | Wohnhaus    |              |      |

## Mentin
| ID | Lage                         | Bezeichnung                         | Beschreibung | Bild                                |
| -- | ---------------------------- | ----------------------------------- | --- | ----------------------------------- |
|    |                              | Stall                               | | Stall                               |
|    |                              | Werkstattgebäude                    | | Werkstattgebäude                    |
|    |                              | Brennerei                           | 1-gesch. Bau aus Feld- und Backstein mit Satteldach |                                     |
|    |                              | Gedenkstein für die Kollektivierung | Der Findling steht an der Lindenstraße vor dem Dorfteich. | Gedenkstein für die Kollektivierung |
|    | (Karte)                      | Gutshaus mit Park                   | Neobarockes, 2-gesch., 17-achs. sanierter Putzbau von 1913 mit 4-gesch. Mittelrisalit mit Jugendstilelementen, Walmdach und Sockelgesch, Architekt Paul Korff, nach 1945 bis 1996 Kinderheim; Gut u. a. der Familien von Pressentin (bis Ende 19. Jh.), Poensgens und Neuerburg (1916–1945). | Weitere Bilder                      |
|    |                              | Scheune                             | |                                     |
|    | (Karte)                      | Verwalterhaus                       | | Verwalterhaus                       |
|    | Lindenstraße 3, 4, 5 (Karte) | Wohnhaus                            | | Wohnhaus                            |

## Poitendorf
| ID | Lage                   | Bezeichnung               | Beschreibung | Bild |
| -- | ---------------------- | ------------------------- | ------------ | ---- |
|    | Lange Straße 1 (Karte) | Forsthaus, Stall, Scheune |              |      |

## Poltnitz
| ID | Lage               | Bezeichnung        | Beschreibung | Bild |
| -- | ------------------ | ------------------ | ------------ | ---- |
|    | Kreuzweg (Karte)   | Friedhofskapelle   |              |      |
|    | Kreuzweg 1 (Karte) | Aufsiedlungsgehöft |              |      |

## Suckow
| ID | Lage                            | Bezeichnung                                            | Beschreibung | Bild                                                   |
| -- | ------------------------------- | ------------------------------------------------------ | --- | ------------------------------------------------------ |
|    | (Karte)                         | Allee zum Bahnhof mit Kopfsteinpflaster und Baumreihen | | Allee zum Bahnhof mit Kopfsteinpflaster und Baumreihen |
|    | Dorfstraße 28 (Karte)           | Büdnerei                                               | |                                                        |
|    | Dorfstraße 31 (Karte)           | Bauernhaus, Scheune, Stall                             | | Bauernhaus, Scheune, Stall                             |
|    | Dorfstraße 32 (Karte)           | Pfarrhaus und 2 Ställe                                 | 1-gesch. Fachwerkbau mit Krüppelwalm und Backsteinfachung; Stall aus Feldstein mit Krüppelwalm und Uhlenloch. | Pfarrhaus und 2 Ställe                                 |
|    | Dorfstraße 34 (Karte)           | Bauernhaus                                             | Zweigeschossiger, 11-achsiger Bau aus rötlichen Mauersteinen und einem umlaufenden Gesims zwischen Erd- und Obergeschoss | Bauernhaus                                             |
|    | Dorfstraße 37 (Karte)           | Bauernhaus (Post)                                      | |                                                        |
|    | Dorfstraße 50 (Karte)           | Wohnhaus                                               | Flacher, eingeschossiger und aus Fachwerk errichtetes Gebäude mit Walmdach. Das Gefach ist mit rotem Mauerziegel erstellt, das Fachwerk aus schwarz gestrichenen Holzbalken | Wohnhaus                                               |
|    | Dorfstraße 55 (Karte)           | Wohnhaus                                               | |                                                        |
|    | Dorfstraße 60 (Karte)           | Schmiede, ehem.                                        | | Schmiede, ehem.                                        |
|    | Dorfstraße 71 (Karte)           | Büdnerei                                               | | Büdnerei                                               |
|    | Dorfstraße (vor Nr. 53) (Karte) | Gedenkstein und Luisenlinde                            | Gedenkstein und Linde auf dem Dorfplatz | Gedenkstein und Luisenlinde                            |
|    | Dorfstraße/Schulstraße          | Gedenkstein des Todesmarsches 1945                     | Der aus rotem Mauerstein errichtete Gedenkstein erinnert an den Todesmarsch von Häftlingen aus dem KZ Sachsenhausen im April 1945 | Gedenkstein des Todesmarsches 1945                     |
|    | Dorfstraße (Karte)              | Gedenkstein für Bodenreform                            | Der Stein zählt zu den in den früheren Kreisen Parchim und Lübz zahlreichen Gedenksteinen für die Kollektivierung in der Landwirtschaft in der DDR in den 1950er und 1960er Jahren (nicht für die Bodenreform nach dem Zweiten Weltkrieg!). Er trägt die Inschrift: „Suckow - vom Ich zum Wir“ | Gedenkstein für Bodenreform                            |
|    | Dorfstraße/Bahnhofstraße        | Wegweiser                                              | behauene Granitstele mit einer Fahne, die nach Parchim und zur Thalmühle zeigt | Wegweiser                                              |
|    | Straße nach Drenkow             | Grenzstein                                             | |                                                        |
|    | (Karte)                         | Kirche, Friedhofsmauer und Tor                         | Spätgotische Feldsteinkirche aus dem 14. Jahrhundert mit Blendgiebel und Holzturm mit spitzen, achteckigen Helm. | Weitere Bilder                                         |
|    | Wiedenbergweg 10 (Karte)        | Bauernhaus, Scheune, Stall                             | |                                                        |
|    | Wiedenbergweg 11 (Karte)        | Kate                                                   | |                                                        |

## Tessenow
| ID | Lage                                              | Bezeichnung            | Beschreibung | Bild        |
| -- | ------------------------------------------------- | ---------------------- | ------------ | ----------- |
|    | B 321                                             | Todesmarschgedenkstein |              |             |
|    | B321 Ortsmitte (Karte)                            | Meilenstein            |              | Meilenstein |
|    | östl. d. Dorfes, Str. Malchower Mühle - Siggelkow | Malchower Wegweiser    |              |             |

## Zachow
| ID | Lage    | Bezeichnung       | Beschreibung | Bild |
| -- | ------- | ----------------- | ------------ | ---- |
|    | (Karte) | Gutshaus und Park |              |      |